# Jake Mulraney
Jake David Mulraney (Dublín, Irlanda, 5 de abril de 1996) es un futbolista irlandés. Juega de centrocampista y su equipo actual es el St Patrick's Athletic de la Premier Division de la Liga de Irlanda.

## Trayectoria

### Queens Park Rangers
Mulraney fichó por el Queens Park Rangers inglés el 10 de diciembre de 2014, luego de pasar dos temporadas en las inferiores del Nottingham Forest.

#### Préstamo al Dagenham & Redbridge
El 7 de octubre de 2015, Mulraney se unió a préstamo al Dagenham & Redbridge de la League One por un mes. Debutó ese mismo día, en la victoria por 2-1 de visita contra el Stevenage por el FA Trophy.

### Inverness Caledonian Thistle
El 17 de junio de 2016, Mulraney fichó por el Inverness Caledonian Thistle por dos años.

### Heart of Midlothian
Para la temporada 2018-19, el centrocampista fichó por el Heart of Midlothian como intercambio por Angus Beith.

### Atlanta United
El 28 de enero de 2020, el irlandés fichó por el Atlanta United de la Major League Soccer. Debutó en su nuevo club el 25 de febrero contra el Motagua por la Liga de Campeones de la Concacaf.

## Selección nacional
Mulraney fue internacional juvenil por Irlanda entre 2012 y 2018.

## Estadísticas
Actualizado al último partido disputado el 29 de mayo de 2021.
| Queens Park Rangers Inglaterra |               |               |     |    |    |   |   |   |   |    |     |   |
| 1.ª | 2014-15       | 0             | 0   | 0  | 0  | 0 | 0 | 0 | 0 | 0  | 0   |   |
| 2.ª | 2015-16       | 0             | 0   | 0  | 0  | 0 | 0 | 0 | 0 | 0  | 0   |   |
| Total club | Total club    | 0             | 0   | 0  | 0  | 0 | 0 | 0 | 0 | 0  | 0   |   |
| Dagenham & Redbridge (préstamo) Inglaterra |               |               |     |    |    |   |   |   |   |    |     |   |
| 4.ª | 2015-16       | 6             | 0   | 1  | 0  | 0 | 0 | 2 | 0 | 9  | 0   |   |
| Total club | Total club    | 6             | 0   | 1  | 0  | 0 | 0 | 2 | 0 | 9  | 0   |   |
| Stevenage (préstamo) Inglaterra |               |               |     |    |    |   |   |   |   |    |     |   |
| 4.ª | 2015-16       | 6             | 1   | 0  | 0  | 0 | 0 | 0 | 0 | 6  | 1   |   |
| Total club | Total club    | 6             | 1   | 0  | 0  | 0 | 0 | 0 | 0 | 6  | 1   |   |
| Inverness Caledonian Thistle Escocia |               |               |     |    |    |   |   |   |   |    |     |   |
| 1.ª | 2016-17       | 26            | 0   | 6  | 0  | 0 | 0 | 0 | 0 | 32 | 0   |   |
| 2.ª | 2017-18       | 26            | 2   | 4  | 0  | 0 | 0 | 2 | 1 | 32 | 3   |   |
| Total club | Total club    | 52            | 2   | 10 | 0  | 0 | 0 | 2 | 1 | 64 | 4   |   |
| Heart of Midlothian Escocia |               |               |     |    |    |   |   |   |   |    |     |   |
| 1.ª | 2018-19       | 21            | 1   | 9  | 0  | 0 | 0 | 0 | 0 | 30 | 1   |   |
| 1.ª | 2019-20       | 17            | 1   | 5  | 0  | 0 | 0 | 0 | 0 | 22 | 1   |   |
| Total club | Total club    | 38            | 2   | 14 | 0  | 0 | 0 | 0 | 0 | 52 | 2   |   |
| Atlanta United Estados Unidos |               |               |     |    |    |   |   |   |   |    |     |   |
| 1.ª | 2020          | 18            | 1   | 0  | 0  | 3 | 0 | 0 | 0 | 21 | 1   |   |
| 1.ª | 2021          | 7             | 0   | 0  | 0  | 3 | 0 | 0 | 0 | 10 | 0   |   |
| Total club | Total club    | 25            | 1   | 0  | 0  | 6 | 0 | 0 | 0 | 31 | 1   |   |
| Total carrera | Total carrera | Total carrera | 128 | 5  | 25 | 0 | 6 | 0 | 4 | 1  | 163 | 6 |
| (1) Incluye datos de la Copa de Escocia y la Copa de la Liga de Escocia (2) Incluye datos de la Liga de Campeones de la Concacaf (3) Incluye datos del FA Trophy y la Scottish Challenge Cup |               |               |     |    |    |   |   |   |   |    |     |   |

## Palmarés

### Títulos nacionales
| Título                 | Club                         | País    | Año     |
| ---------------------- | ---------------------------- | ------- | ------- |
| Scottish Challenge Cup | Inverness Caledonian Thistle | Escocia | 2017-18 |